# Station Le Buet
Station Le Buet (Frans: Gare du Buet) is een spoorwegstation in de Franse gemeente Vallorcine, in het departement Haute-Savoie. Het ligt aan de spoorlijn Saint-Gervais-les-Bains-Le Fayet - Vallorcine (grens).